# Michelagnolo Galilei
Michelagnolo Galilei (olykor Michelangelo néven is szerepel) (Firenze, 1575. december 18. – München, 1631. január 3.) itáliai korai barokk zeneszerző és lantjátékos, Galileo Galilei öccse.

## Életpályája
Apja, Vincenzo Galilei a kor ismert lantosa, zeneszerzője és zenetudósa volt. Virtuóz lantjátékát nemcsak Michelagnolónak, hanem másik fiának, a később híres fizikusnak és csillagásznak, Galileónak is továbbadta.
Michelagnolo már igen fiatal korában zenetanár lett, majd hamarosan a Mediciek udvarában nyert alkalmazást, mint lantjátékos. Apjának 1591-ben bekövetkezett halála fordulópontot jelentett életében. Michelagnolo ekkor csupán 16 éves volt, és ezután bátyja, Galileo egyengette öccse karrierjének az útját.
Michelagnolo Padovába utazott bátyjához, aki Lengyelországba küldte. Itt egy nemes embernek, feltehetőleg Radziwill hercegnek szolgálatába lépett Wilnóban (ma: Vilnius, Litvánia fővárosa, de akkoriban Litvánia és Lengyelország perszonálunióban álltak). Michelagnolo hét évet töltött Vilniusban, majd 1599-ben visszatért Padovába.
Galileo ekkor a Mediciek udvarában szerzett neki állást, de Michelagnolo a következő évben visszatért Lengyelországba, ahol ugyanannak a hercegnek a szolgálatába állt ismét, de sokkal nagyobb járandóság fejében, mint korábban.
Csak hat év múlva, 1606-ban tért vissza Padovába. Galileo ekkor Münchenben talált számára helyet, I. Miksa bajor herceg (1573–1651), a későbbi választófejedelem környezetében. 1608-ban Michelagnolo végleg letelepedett a bajor fővárosban. Feleségül vette Anna Clara Bandinellit, aki hét gyermekkel ajándékozta meg, közülük ketten váltak később lantjátékosokká : Alberto Cesare és Vincenzo.
Michelagnolo 1631-ben halt meg. A halálával megüresedett lantjátékosi állást fia, Alberto Cesare töltötte be 1691-ben bekövetkezett haláláig. Testvére Vincenzo végül Lengyelországban telepedett le, és ott is hunyt el.
Műveinek gyűjteménye 1620-ban Münchenben jelent meg Il primo libro d’intavolatura di liuto címmel. Alkotásainak legnagyobb része lantra írt zene, általában tánc tételek, amelyeket a szerző programszerűen rendezett el. A csoportokba rendezett tételek toccátával kezdődnek, és passamezzóval vagy saltarellóval zárulnak. Zenéjére jellemző az asszonancia, a díszítettség, a korai barokk zene stílusjegyei. Művei különösen német nyelvterületen és Lengyelországban gyakoroltak hatást a zenei élet fejlődésére. Michelagnolo műveit a jelenkor számára Paul Beier amerikai lantművész fedezte fel 1991-ben.

## Fordítás
- Ez a szócikk részben vagy egészben  a   Michelagnolo Galilei című francia Wikipédia-szócikk fordításán alapul.  Az eredeti cikk szerkesztőit annak laptörténete sorolja fel. Ez a jelzés csupán a megfogalmazás eredetét és a szerzői jogokat jelzi, nem szolgál a cikkben szereplő információk forrásmegjelöléseként.
- Ez a szócikk részben vagy egészben  a   Michelagnolo Galilei című angol Wikipédia-szócikk fordításán alapul.  Az eredeti cikk szerkesztőit annak laptörténete sorolja fel. Ez a jelzés csupán a megfogalmazás eredetét és a szerzői jogokat jelzi, nem szolgál a cikkben szereplő információk forrásmegjelöléseként.